# 히키군

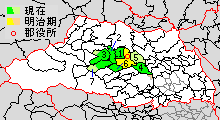
사이타마현 히키군의 위치

히키군(일본어: 比企郡, ひきぐん)은 사이타마현의 군이다.
인구 121,962명, 면적 281.86km², 인구밀도 433명/km².(2025년 4월 1일, 추계인구)
이하 7정으로 구성된다.
- 오가와정(小川町)
- 가와지마정(川島町)
- 도키가와정(ときがわ町)
- 나메가와정(滑川町)
- 하토야마정(鳩山町)
- 요시미정(吉見町)
- 란잔정(嵐山町)

또 다음의 자치체는 행정상으로는 히키 군에 포함되지 않지만, 군내의 정촌과 함께 "히키 광역시 정촌권 조합"을 구성하고 있고 이것들은 대체로 히키 권역으로 불린다.
- 히가시마쓰야마시
- 지치부군 히가시치치부촌

## 군역
위 7정 이외에 현재의 행정 구역 상으로 대체로 다음 구역에 해당한다. 요코미군부터 편입된 지역은 현재의 요시미정이다.
- 히가시마쓰야마시(전역)

다음 지역은 인접한 군에서 히키군으로 편입되었다.
- 오부스마군 → 히키군: 오가와정의 일부(구 다케자와촌의 일부)
- 오사토군 → 히키군: 오가와정의 일부
- 지치부군 → 히키군: 도키가와정의 일부(구 오쿠누기촌)

다음 지역은 히키군에서 인접한 군으로 편입되었다.
- 히키군 → 이루마군: 오고세정, 가와고에시의 일부(구 우에키촌)

## 역사
- 7세기 경 - 무사시국의 군으로서 성립하였다.
- 11세기 경 - 후에 가마쿠라 막부의 가인이 되는 히키 일족이 히키군 일대를 통치하고 있었다.
- 1871년 12월 25일 - 폐번치현 후에 행해진 전국적인 부현 통합과 함께 가와고에현과 시나가와현의 일부가 통합해 이루마현이 되었다.
- 1873년 6월 15일 - 이루마현이 군마현과 합병해 구마가야현이 되었다.
- 1876년 8월 21일 - 구마가야현 가운데, 구 이루마현 부분이 사이타마현과 합병해, 사이타마현이 되었다.
- 1878년 7월 22일 - 군구정촌 법제정에 의해 사이타마현에 속하는 부분으로서의 히키군이 탄생하였다.

### 정촌제 이후의 연혁

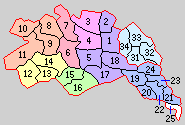
1.마쓰야마정 2.오오카촌 3.후쿠다촌 4.미야마에촌 5.가라코촌 6.스가야촌 7.나나사토촌 8.야와타촌 9.오가와정 10.다케자와촌 11.오카와촌 12.다이라촌 13.묘카쿠촌 14.다마가와촌 15.가메이촌 16.이마주쿠촌 17.다카사카촌 18.노모토촌 19.나카야마촌 20.이구사촌 21.데마루촌 22.미오노야촌 23.야쓰호촌 24.오미노촌 25.우에키촌 31.미나미요시미촌 32.히가시요시미촌 33.기타요시미촌 34.니시요시미촌 (보라:히가시마쓰야마시 분홍:나메가와정 빨강:란잔정 등색:오가와정 노랑:도키가와정 녹색:하토야마정 파랑:가와지마정 하늘색:요시미정 하양:가와고에시)

- 1889년 4월 1일 - 정촌제 시행으로, 以下の町村が発足.(2정 23촌)
  - 마쓰야마정(松山町): 현 히가시마쓰야마시
  - 오오카촌(大岡村): 현 히가시마쓰야마시
  - 후쿠다촌(福田村): 현 나메가와정
  - 미야마에촌(宮前村): 현 나메가와정
  - 가라코촌(唐子村): 현 히가시마쓰야마시
  - 스가야촌(菅谷村): 현 란잔정
  - 나나사토촌(七郷村): 현 란잔정
  - 야와타촌(八和田村): 현 오가와정
  - 오가와정(小川町): 현 오가와정
  - 다케자와촌(竹沢村): 현 오가와정
  - 오카와촌(大河村): 현 오가와정
  - 다이라촌(平村): 현 도키가와정
  - 묘카쿠촌(明覚村): 현 도키가와정
  - 다마가와촌(玉川村): 현 도키가와정
  - 가메이촌(亀井村): 현 하토야마정
  - 이마주쿠촌(今宿村): 현 하토야마정
  - 다카사카촌(高坂村): 현 히가시마쓰야마시
  - 노모토촌(野本村): 현 히가시마쓰야마시
  - 나카야마촌(中山村): 현 가와지마정
  - 이구사촌(伊草村): 현 가와지마정
  - 데마루촌(出丸村): 현 가와지마정
  - 미오노야촌(三保谷村): 현 가와지마정
  - 야쓰호촌(八ツ保村): 현 가와지마정
  - 오미노촌(小見野村): 현 가와지마정
  - 우에키촌(植木村): 현 가와고에시
- 1896년 4월 1일 - 요코미군 및 히키군의 대부분(우에키촌을 제외)의 구역으로 새로이 히키군(比企郡)이 발족. 요코미군의 4촌(미나미요시미촌(南吉見村), 히가시요시미촌(東吉見村), 기타요시미촌(北吉見村), 니시요시미촌(西吉見村))이 히키군 소속이 되고, 우에키촌의 소속은 이루마군으로 변경됨.(2정 26촌)
- 1954년
  - 7월 1일(1정 19촌)
    - 마쓰야마정·오오카촌·가라코촌·다카사카촌·노모토촌이 합병하여 히가시마쓰야마시(東松山市)가 발족, 군에서 이탈.
    - 미나미요시미촌·히가시요시미촌·기타요시미촌·니시요시미촌이 합병하여 요시미촌(吉見村)이 발족.

  - 11월 3일(1정 13촌)
    - 후쿠다촌·미야마에촌이 합병하여 나메가와촌(滑川村)이 발족.
    - 나카야마촌·이구사촌·데마루촌·미오노야촌·야쓰호촌·오미노촌이 합병하여 가와지마촌(川島村)이 발족.
- 1955년
  - 2월 11일(1정 9촌)
    - 오가와정·야와타촌·다케자와촌·오카와촌이 합병하여, 새로이 오가와정이 발족.
    - 다이라촌·묘카쿠촌이 지치부군 오쿠누기촌과 합병하여 도키가와촌(都幾川村)이 발족.

  - 4월 15일(1정 7촌)
    - 가메이촌·이마주쿠촌이 합병하여 하토야마촌(鳩山村)이 발족.
    - 스가야촌·나나사토촌이 합병하여, 새로이 스가야촌이 발족.
- 1956년 1월 1일 - 오사토군 요리이정의 일부를 오가와정에 편입.
- 1967년 4월 15일 - 스가야촌이 개칭 후 정제 시행으로 란잔정(嵐山町)이 됨.(2정 6촌)
- 1972년 11월 3일(4정 4촌)
  - 요시미촌이 정제 시행으로 요시미정(吉見町)이 됨.
  - 가와지마촌이 정제 시행으로 가와지마정(川島町)이 됨.
- 1982년 4월 1일 - 하토야마촌이 정제 시행으로 하토야마정(鳩山町)이 됨.(5정 3촌)
- 1984년 11월 3일 - 나메가와촌이 정제 시행으로 나메가와정(滑川町)이 됨.(6정 2촌)
- 2006년 2월 1일 - 도키가와촌·다마가와촌이 합병하여 도키가와정(ときがわ町)이 발족.(7정)